# Melitaea druentia
Melitaea druentia är en fjärilsart som beskrevs av Hans Fruhstorfer 1917. Melitaea druentia ingår i släktet Melitaea och familjen praktfjärilar. Inga underarter finns listade i Catalogue of Life.